# Kentsfield
Kentsfield è il nome in codice di una CPU Intel dedicata alla fascia più alta del mercato desktop, presentata il 2 novembre 2006, come successore del core Conroe, alla base del processore Core 2 Extreme. Successivamente, a inizio 2007, Kentsfield andò a costituire anche il primo Core 2 Quad.

## Vecchia strategia, nuovo progetto
Fino al core Presler, tutte le versioni "Extreme Edition" derivate dai Pentium D (vale a dire i Pentium Extreme Edition) erano basate sullo stesso core della versione "normale", cosa che poi continuò con la prima versione di Core 2 Extreme che era basata sullo stesso core Conroe dei Core 2 Duo (anche se a volte veniva indicato per questi processori l'uso del core Conroe XE).
Questo cambio di rotta fu un po' un ritorno al passato per Intel, a quando proponeva i primi Pentium 4 Extreme Edition basati sul core Gallatin mentre i Pentium 4 "lisci" erano basati sui core Northwood e Prescott.

## Caratteristiche tecniche

### Processo produttivo
Kentsfield fu il primo processore a 4 core sviluppato da Intel ed era formato da 2 die dual core di tipo Conroe, all'interno dello stesso package; per ottenere tale risultato veniva utilizzato un approccio molto simile a quello scelto per le CPU Presler, ovvero i Pentium D serie 900, che integravano invece nello stesso package 2 distinti core (single core in quel caso), non quindi basati sullo stesso blocco di silicio, collegati tra di loro.
Il metodo di realizzazione di questo chip multi core era di tipo "ibrido" infatti, considerando che Conroe veniva costruito con un approccio a Die Monolitico, e che i 2 core erano collegati sul package solo in un secondo tempo con un approccio a Die Doppio è evidente che venivano combinati i vantaggi di entrambi i metodi nella realizzazione di Kentsfield.
Inizialmente Intel aveva dichiarato che i 2 die sarebbero stati 2 core Allendale (una versione di Conroe con cache L2 dimezzata) ma, successivamente, le prime versioni di processore Core 2 Duo con soli 2 MB di cache L2 vennero identificate come basate anch'esse su core Conroe, al pari di quelle con 4 MB (il core Allendale arrivò effettivamente sul mercato, ma solo in un secondo tempo). Di conseguenza apparve quasi subito plausibile che sebbene venisse poi indicato per Kentsfield l'utilizzo di 2 core Conroe affiancati, non necessariamente questo si sarebbe dovuto tradurre con l'implementazione di ben 8 MB di cache L2, ma più probabilmente si sarebbero avuti 4 MB totali, come del resto i primi prototipi presentati alla stampa avevano dimostrato.
Il socket utilizzato rimase il 775 già utilizzato nel settore desktop per gli ultimi Pentium 4 Prescott, Pentium D e Core 2 Duo Conroe. È da precisare però che solo alcune motherboard erano in grado di supportare Kentsfield, in quanto i requisiti di alimentazione erano leggermente diversi da quelli dei Core 2 Duo.

#### 8 MB di cache L2
Il 25 aprile 2006, nuove indiscrezioni indicavano un quantitativo di cache L2 doppio rispetto a quanto annunciato precedentemente, ovvero 2 cache da 4 MB l'una, una per ogni die, cioè una cache condivisa per ogni coppia di core e, successivamente, a settembre si ebbe la conferma che il quantitativo finale sarebbe stato proprio di 8 MB totali per un totale di ben 582 milioni di transistors e una superficie ovviamente doppia rispetto a quella di Conroe, vale a dire 286 mm².

#### I primi prototipi
I primi prototipi di processore Kentsfield erano stati sviluppati da Intel nell'ultimo trimestre 2005, utilizzando tecnologia produttiva a 65 nm con 4 MB di cache L2 e BUS a 1333 MHz, ma fu annunciato che era allo studio una possibile variante per i modelli finali che avrebbero potuto avvantaggiarsi del futuro processo a 45 nm, sebbene tale notizia, con il tempo, non abbia poi trovato ulteriori conferme e anzi tale processo produttivo venne poi rimandato al successore Yorkfield.

#### Alcune considerazioni sulle caratteristiche tecniche
La prima versione di Kentsfield arrivata sul mercato era alla base del Core 2 Extreme QX6700 (clock di 2,66 GHz e BUS a 1066 MHz). Alla luce di queste caratteristiche apparve chiaro che Intel, rispetto a quanto fatto nei primi prototipi di Kentsfield, preferì aumentare la dotazione di cache L2 mantenendo una frequenza di BUS più conservativa, probabilmente per riuscire a contenere i consumi.
D'altra parte non era la prima volta che Intel si vedeva in un certo senso costretta ad abbassare la velocità di funzionamento di una nuova CPU rispetto a quelle precedentemente sul mercato; nel caso di Kentsfield, il clock al debutto era inferiore di circa 200 MHz rispetto alla precedente versione Core 2 Extreme, la X6800 (funzionante a 2,93 GHz). Questo fatto era già accaduto alla presentazione del primo processore dual core, il Pentium Extreme Edition, dove la velocità di punta di 3,60 GHz, raggiunta con il modello single core Pentium 4 560 (core Prescott) fu ridotta fino ai 3,2 GHz per riuscire a contenere il consumo massimo. Agli inizi di aprile 2007 arrivò anche il modello QX6800 cioè la versione a 4 core del X6800, colmando quindi definitivamente il divario prestazionale in tutte le applicazioni, anche quelle che non erano ancora in grado di sfruttare l'elevato parallelismo di un quad core.
La memoria RAM ufficialmente supportata da parte di Intel per questo processore (attraverso il chipset ovviamente) rimaneva la DDR2-800, al pari di quanto già fatto per Conroe. Probabilmente questa scelta era legata anche al fatto che l'architettura Intel Core Microarchitecture non era molto suscettibile alle variazioni delle specifiche della memoria, come succedeva invece per la vecchia NetBurst dei Pentium 4 e Pentium D; conseguentemente, il passaggio a DDR2-900 o DDR2-1000, difficilmente avrebbe offerto vantaggi prestazionali.

### Sfruttamento della cache L2
Nei processori dual core e multi core si pone il problema di come sfruttare la grande dotazione di cache L2 e come gestirne l'accesso da parte dei vari core. I diversi approcci di costruzione cui si è accennato poco sopra, comportano pro e contro relativamente ai metodi di fruizione di questa preziosa memoria aggiuntiva. Buona parte di questi aspetti è evidenziata nella voce Dual core (gestione della cache), in cui si fa riferimento anche ad altri processori che sfruttano i differenti approcci.

### Tecnologie implementate
Kentsfield incorporava quasi tutte le tecnologie sviluppate da Intel nel corso degli anni, a partire dalle ormai scontate MMX, SSE, SSE2 ed SSE3 in versione migliorata, fino ad arrivare a XD-bit, EM64T e Vanderpool.
Non mancava la tecnologia di risparmio energetico SpeedStep, all'inizio messa in dubbio ma poi confermata per ovvie motivazioni; quando non era presente alcun carico, tale tecnologia portava la frequenza di lavoro dei core a 1,6 GHz, riducendo il moltiplicatore fino a 6x.
Apparve invece subito chiara l'intenzione di non implementare la tecnologia Hyper-Threading, che anzi Intel abbandonò in tutta la linea dei processori basati sull'architettura "Core".

## Test di overclock
Le prime prove erano riuscite a portare il modello QX6700 in overclock fino a sfiorare la barriera dei 5 GHz mantenendo la piena stabilità operativa, ovviamente utilizzando adeguati sistemi di raffreddamento ad acqua. È comunque da osservare che con l'utilizzo di 4 core, il processore, a pieno carico, consumava circa 130 W, ovvero lo stesso valore del vecchio Pentium Extreme 965, basato su core Presler. Alcune prove avevano inoltre dimostrato che l'impostazione del BUS a 1333 MHz non apportava un significativo guadagno prestazionale nemmeno nei programmi ottimizzati per sfruttare 4 CPU, come Mainconcept o 3D Studio Max.
Dal punto di vista delle prestazioni, Intel dichiarò fino al 70% in più di performance rispetto alla versione dual core, cioè rispetto al Core 2 Extreme X6800, basato su Conroe; si trattava però di aumenti possibili sono con alcuni tipi di applicazioni. Mettendo a confronto il QX6800 con la sua controparte dual core, l'X6800, si aveva un aumento di prestazioni del 77% ma, globalmente, effettuando test su un variegato panorama di applicazioni, la versione quad core offriva circa il 13% di prestazioni complessivamente (in alcune applicazioni era perfino più lento, probabilmente a causa dello spreco di alcuni cicli di clock necessari a distribuire il carico sui vari core).

## I nuovi nomi delle CPU Intel
Al momento del lancio di Kentsfield, era stato reso disponibile, come accennato sopra, il seguente modello:
- Core 2 Extreme QX6700 - 999 $

Intel decise di aggiungere la lettera 'Q' all'inizio del processor number per indicare chiaramente che si trattava della versione Quad core del processore Core 2 Extreme. Così come il suo alter ego dual core, rimaneva anche la lettera 'X' ad indicare la natura "Extreme" della CPU, mentre il numero '6700' indicava che erano stati uniti due processori Core 2 Duo E6700 funzionanti appunto a 2,66 GHz.
A metà settembre 2006 venne annunciato anche il seguente modello, arrivato poi a gennaio 2007:
- Core 2 Quad Q6600 - 851 $

Come si evince dal nome commerciale (Core 2 Quad), Intel intendeva utilizzare questa versione come "porta d'ingresso" ai processori a 4 core indirizzati a tutto il mercato e non solo agli appassionati che storicamente erano gli unici ad essere attratti dalla versione Extreme.
Il 9 aprile 2007 Intel lanciò il seguente modello:
- Core 2 Quad QX6800 - 1199 $

Il 22 aprile 2007 avvenne un taglio al prezzo del Q6600:
- Core 2 Quad Q6600 - 530 $

Successivamente vennero presentati anche i seguenti modelli:
- Core 2 Quad Q6700 - 530 $
- Core 2 Extreme QX6850 - 999$

A maggio 2007 venne annunciato un nuovo stepping per i processori Core 2 Quad Q6600, Xeon X3220 e X3210, contrassegnato dalla sigla G0 (anziché B3) e caratterizzato da un TDP di 95 W contro i 105 W del precedente stepping.

### Kentsfield anche sui server monoprocessore
Il 22 settembre 2006 Intel aveva dichiarato l'intenzione di usare i processori Kentsfield anche sui sistemi server basati su processore Xeon UP (unique processor). Si trattava in sostanza di usare le stesse versioni di processore destinate normalmente al mercato desktop in sistemi pensato per l'ambito server, quindi abbinati a particolari motherboard e memorie RAM con particolari requisiti di affidabilità e prestazioni. Era un modo per creare soluzioni con gli stessi requisiti di un server, senza la necessità di implementare le costose soluzioni biprocessore Xeon DP. Mentre il primo processore Xeon DP a 4 core era Clovertown, il primo Xeon UP (per sistemi monoprocessore) a 4 core era quindi Kentsfield. Di seguito i prezzi al lancio dei modelli annunciati:
- Xeon X3220 - 851 $
- Xeon X3210 - 690 $

In questo caso il Socket rimase comunque il 775, utilizzato anche nei desktop e non il 771, storicamente utilizzato negli Xeon DP.
A luglio 2007 arrivarono poi i modelli caratterizzati dal consumo ridotto in quanto basati sul nuovo stepping G0, affiancati ad un nuovo modello più potente:
- Xeon X3230

## La piattaforma di riferimento
Come Conroe, anche Kentsfield era un processore che, nel settore desktop, continuò ad essere alla base della piattaforma Bridge Creek, pensata per i sistemi utilizzati in ambito "home", introdotta inizialmente dal Pentium D Presler.
Nel settore server invece, le piattaforme di riferimento erano 2, Kaylo e Wyloway, introdotte con le versioni di Conroe utilizzate proprio in questo settore.

## Scenari di utilizzo
Al momento del lancio di Kentsfield non erano ancora presenti giochi in grado di sfruttare la presenza di 4 core, quindi per il videogiocatore esigente, era meglio orientarsi sul Core 2 Extreme X6800, che grazie ai suoi 200 MHz in più riusciva a fornire prestazioni superiori. Si trattava dello stesso paradosso accaduto nel corso del 2005 nel passaggio dai processori single core a quelli dual core, dato che anche allora i processori erano in "anticipo sui tempi" rispetto allo sviluppo software dei videogiochi. Allora AMD, consigliava infatti ai videogiocatori la soluzione Athlon 64 FX 57, che era ancora single core e non i nuovi Athlon 64 X2, dato che la prima, grazie al clock più elevato riusciva ad avere la meglio in un ambito ancora incapace di trarre i vantaggi della computazione parallela.
Comunque già verso la fine del 2006 l'utilizzo in sistemi desktop e workstation professionali di un processore quad core come Kentsfield, non veniva sprecato in quanto con molte applicazioni le prestazioni aumentavano decisamente. Tra queste si possono citare quelle nel campo del rendering 3D, i video e le elaborazioni di immagini.

## Modelli arrivati sul mercato
La tabella seguente mostra i modelli di Core 2 Extreme, Core 2 Quad e Xeon UP, basati su core Kentsfield, arrivati sul mercato. Molti di questi condividono caratteristiche comuni pur essendo basati su diversi core; per questo motivo, allo scopo di rendere maggiormente evidente tali affinità e "alleggerire" la visualizzazione alcune colonne mostrano un valore comune a più righe. Di seguito anche una legenda dei termini (alcuni abbreviati) usati per l'intestazione delle colonne:
- Nome Commerciale: si intende il nome con cui è stato immesso in commercio quel particolare esemplare.
- Data: si intende la data di immissione sul mercato di quel particolare esemplare.
- Socket: lo zoccolo della scheda madre in cui viene inserito il processore. In questo caso il numero rappresenta oltre al nome anche il numero dei pin di contatto.
- N°Core: si intende il numero di core montati sul package: 1 se "single core" o 2 se "dual core".
- Clock: la frequenza di funzionamento del processore.
- Molt.: sta per "Moltiplicatore" ovvero il fattore di moltiplicazione per il quale bisogna moltiplicare la frequenza di bus per ottenere la frequenza del processore.
- Pr.Prod.: sta per "Processo produttivo" e indica tipicamente la dimensione dei gate dei transistors (180 nm, 130 nm, 90 nm) e il numero di transistor integrati nel processore espresso in milioni.
- Voltag.: sta per "Voltaggio" e indica la tensione di alimentazione del processore.
- Watt: si intende il consumo massimo di quel particolare esemplare.
- Bus: frequenza del bus di sistema.
- Cache: dimensione delle cache di 1º e 2º livello.
- XD: sta per "XD-bit" e indica l'implementazione della tecnologia di sicurezza che evita l'esecuzione di codice malevolo sul computer.
- 64: sta per "EM64T" e indica l'implementazione della tecnologia a 64 bit di Intel.
- HT: sta per "Hyper-Threading" e indica l'implementazione della esclusiva tecnologia Intel che consente al sistema operativo di vedere 2 core logici.
- ST: sta per "SpeedStep Technology" ovvero la tecnologia di risparmio energetico sviluppata da Intel e inserita negli ultimi Pentium 4 Prescott serie 6xx per contenere il consumo massimo.
- VT: sta per "Vanderpool Technology", la tecnologia di virtualizzazione che rende possibile l'esecuzione simultanea di più sistemi operativi differenti contemporaneamente.

| Core 2 Quad / Core 2 Extreme | Core 2 Quad / Core 2 Extreme | Core 2 Quad / Core 2 Extreme | Core 2 Quad / Core 2 Extreme | Core 2 Quad / Core 2 Extreme | Core 2 Quad / Core 2 Extreme | Core 2 Quad / Core 2 Extreme | Core 2 Quad / Core 2 Extreme | Core 2 Quad / Core 2 Extreme | Core 2 Quad / Core 2 Extreme | Core 2 Quad / Core 2 Extreme | Core 2 Quad / Core 2 Extreme | Core 2 Quad / Core 2 Extreme | Core 2 Quad / Core 2 Extreme | Core 2 Quad / Core 2 Extreme | Core 2 Quad / Core 2 Extreme |
| Nome Commerciale             | Data                         | Socket                       | N°Core                       | Clock                        | Molt.                        | Pr.Prod.                     | Voltag.                      | Watt                         | Bus                          | Cache                        | XD                           | 64                           | HT                           | ST                           | VT                           |
| ---------------------------- | ---------------------------- | ---------------------------- | ---------------------------- | ---------------------------- | ---------------------------- | ---------------------------- | ---------------------------- | ---------------------------- | ---------------------------- | ---------------------------- | ---------------------------- | ---------------------------- | ---------------------------- | ---------------------------- | ---------------------------- |
| Core 2 Quad Q6600            | 8/gen/2007                   | 775                          | 4                            | 2,4 GHz                      | 9x                           | 65 nm 582 mil.               | 1,35 V                       | 95 W 105 W                   | 1066 MHz                     | L1=4x64KB L2=2x4MB           | Sì                           | Sì                           | No                           | Sì                           | Sì                           |
| Core 2 Quad Q6700            | 16/lug/2007                  | 775                          | 4                            | 2,66 GHz                     | 10x                          | 65 nm 582 mil.               | 1,35 V                       | 95 W 105 W                   | 1066 MHz                     | L1=4x64KB L2=2x4MB           | Sì                           | Sì                           | No                           | Sì                           | Sì                           |
| Core 2 Extreme QX6700        | 2/nov/2006                   | 775                          | 4                            | 2,66 GHz                     | 10x                          | 65 nm 582 mil.               | 1,35 V                       | 130 W                        | 1066 MHz                     | L1=4x64KB L2=2x4MB           | Sì                           | Sì                           | No                           | Sì                           | Sì                           |
| Core 2 Extreme QX6800        | 9/apr/2007                   | 775                          | 4                            | 2,93 GHz                     | 11x                          | 65 nm 582 mil.               | 1,37 V                       | 130 W                        | 1066 MHz                     | L1=4x64KB L2=2x4MB           | Sì                           | Sì                           | No                           | Sì                           | Sì                           |
| Core 2 Extreme QX6850        | 16/lug/2007                  | 775                          | 4                            | 3 GHz                        | 9x                           | 65 nm 582 mil.               | 1,37 V                       | 130 W                        | 1333 MHz                     | L1=4x64KB L2=2x4MB           | Sì                           | Sì                           | No                           | Sì                           | Sì                           |
| Core 2 Quad Q6850            | 20/lug/2008                  | 775                          | 4                            | 3 GHz                        | 9x                           | 65 nm 582 mil.               | 1,37 V                       | 130 W                        | 1333 MHz                     | L1=4x64KB L2=2x4MB           | Sì                           | Sì                           | No                           | Sì                           | Sì                           |
| Xeon UP                      |                              |                              |                              |                              |                              |                              |                              |                              |                              |                              |                              |                              |                              |                              |                              |
| Xeon UP X3210                | 8/gen/2007                   | 775                          | 4                            | 2,13 GHz                     | 8x                           | 65 nm 582 mil.               | 1,35 V                       | 95 W 105 W                   | 1066 MHz                     | L1=4x64KB L2=2x4MB           | Sì                           | Sì                           | No                           | Sì                           | Sì                           |
| Xeon UP X3220                | 8/gen/2007                   | 775                          | 4                            | 2,4 GHz                      | 9x                           | 65 nm 582 mil.               | 1,35 V                       | 95 W 105 W                   | 1066 MHz                     | L1=4x64KB L2=2x4MB           | Sì                           | Sì                           | No                           | Sì                           | Sì                           |
| Xeon UP X3230                | 27/lug/2007                  | 775                          | 4                            | 2,66 GHz                     | 10x                          | 65 nm 582 mil.               | 1,35 V                       | 95 W                         | 1066 MHz                     | L1=4x64KB L2=2x4MB           | Sì                           | Sì                           | No                           | Sì                           | Sì                           |

Nota: la tabella soprastante è un estratto di quelle complete contenute nelle pagine del Core 2 Extreme, Core 2 Quad e Xeon.

## Termine della produzione del core Kentsfield
Intel sospese a novembre 2007 la produzione del primo modello di Kentsfield arrivato sul mercato, il Core 2 Extreme QX6700. La data non fu affatto casuale ma coincideva con il rilascio del primo processore Core 2 Extreme prodotto a 45 nm e basato sul core Yorkfield.
Questa mossa mirava a lasciare sul mercato solo i modelli più recenti con BUS a 1333 MHz, e inoltre il progressivo abbandono delle soluzioni a 65 nm avrebbe facilitato il passaggio alle soluzioni a 45 nm.
Il modello più longevo era invece il Q6600 la cui eliminazione graduale dal mercato è iniziata all'inizio del 2009, grazie anche alla presentazione (a fine novembre 2008) del Core 2 Quad Q8300, basato su Yorkfield ma dal costo molto contenuto.

## Il successore
Il successore di Kentsfield è stato Yorkfield, costruito a 45 nm; si tratta di una CPU a 4 core, ottenuta dall'unione di 2 Wolfdale, dotata di 6 MB di cache L2 per ogni coppia di core (12 MB totali) e dotata anche di alcuni miglioramenti generali dell'architettura (caratteristica comune a tutti i processori a 45 nm sviluppati da Intel) tra i quali spicca l'introduzione delle nuove istruzioni multimediali SSE4.